# Aleksander Kolobnjev
Aleksander Vasiljevič Kolobnjev (Александр Васильевич Колобнев), ruski kolesar, * 4. maj 1981, Viksa, Sovjetska zveza.
Kolobnjev je nekdanji ruski profesionalni kolesar., ki je tekmoval za ekipe Acqua e Sapone–Cantina Tollo, Domina Vacanze–Elitron, Rabobank, Team CSC, Team Katusha in Gazprom–RusVelo. Nastopil je na Poletnih olimpijskih igrah v letih 2004, 2008 in 2012, ko je dosegel bronasto medaljo na cestni dirki. Na svetovnih prvenstvih v cestni dirki je osvojil srebrni medalji v letih 2007 in 2009. Leta 2007 je postal prvi zmagovalec dirke Strade Bianche, tedaj znane kot Monte Paschi Eroica, ter dosegel etapno zmago na dirki Pariz–Nica, v letih 2004 in 2010 je postal tudi ruski državni prvak v cestni dirki. Leta 2008 je dosegel drugo mesto na dirki Clásica de San Sebastián, leta 2009 je bil tretji na Dirki po Lombardiji, leta 2010 pa drugi na spomeniku Liège–Bastogne–Liège. Leta 2011 je bil začasno kaznovan zaradi dopinga po pozitivnem vzorcu na hidroklorotiazid na Dirki po Franciji, toda leta 2012 ga je Arbitražno razsodišče za šport oprostilo obtožb.  Leta 2012 ga je Mednarodna kolesarska zveza obtožila, da je ob drugem mestu na dirki Liège–Bastogne–Liège leta 2010 na nedovoljen način pomagal zmagovalcu Aleksandru Vinokurovu, grozila jima je šestmesečna zaporna in visoka denarna kazen, toda leta 2019 sta bila oba dokončno oproščena obtožb.